# Grimmia muehlenbeckii
Grimmia muehlenbeckii (deutsch Kantiges Kissenmoos) ist eine Laubmoos-Art aus der Familie Grimmiaceae.

## Merkmale
Grimmia muehlenbeckii wächst in gelbgrünen bis dunkelgrünen, durch die Glashaare grau schimmernden, relativ dichten Polstern. Die aufsteigenden bis aufrechten und verzweigten Pflanzen werden bis 2 Zentimeter groß. Die Blätter sind bis über 2 Millimeter lang, aus breit ovalem, etwas herablaufendem Grund länglich lanzettlich und allmählich in die Spitze verschmälert, oben gekielt und im Querschnitt V-förmig. Die deutlich gezähnte Glasspitze kann verschieden lang sein. Trockene Blätter sind locker anliegend, beim Anfeuchten biegen sie sich zurück und bleiben dann aufrecht abstehend. Im unteren Blattabschnitt ist der Blattrand auf einer Seite stärker zurückgebogen, auf der anderen nur wenig, der obere Blattteil ist flachrandig. Die Rippe reicht bis in die Blattspitze, ist am Blattgrund etwas schwächer, oben kräftig und ist hier an der Rückseite (dorsal) kantig und mehr oder weniger stark mit zwei seitlich vorgewölbten, niedrigen Lamellen ausgestattet. Die Blattgrundzellen sind neben der Rippe verlängert rechteckig, die Zellwände verdickt und buchtig, an den Blatträndern kurz rechteckig bis quadratisch, glattwandig und hyalin. Die Zellen der Blattmitte sind kurzrechteckig oder quadratisch, die der Blattspitze rundlich und alle dickwandig und buchtig. Die Blätter sind unten einzellschichtig, oben oft teilweise zweizellschichtig, die Ränder bis über die Mitte herab zwei- oder dreizellschichtig.
Die Geschlechterverteilung ist diözisch. Kapseln sind selten vorhanden. Die Seta ist 3 Millimeter lang, trocken gerade und feucht gebogen, die ovale, waagrechte bis hängende Kapsel ragt aus den Blättern heraus. Sporenreifezeit ist im Frühjahr.
Für die vegetative Vermehrung werden mehr oder weniger oft am Blattgrund mehrzellige, runde Brutkörper gebildet.

## Standortansprüche
Die Art wächst auf Silikatgestein an sonnigen bis halbschattigen, trockenen oder frischen Standorten.

## Verbreitung
Grimmia muehlenbeckii ist Grimmia trichophylla ähnlich und wurde in der Vergangenheit lange Zeit nicht klar von dieser unterschieden. Die derzeitigen Angaben über die Verbreitung dürften daher teilweise lückenhaft sein. In Deutschland ist sie im Bayerischen Wald und in der Rhön verbreitet, sonst zerstreut oder selten. In Österreich und der Schweiz kommt sie hauptsächlich in den Alpen von der montanen bis in die alpine Höhenlage zerstreut vor.
Weltweit gibt es Vorkommen in Europa, in Teilen Asiens, in Nordamerika und in Nordafrika.